# Зіткнення над затокою Сиваш
Зіткнення над затокою Сиваш — авіаційна катастрофа, що сталась уночі в четвер 2 квітня 1987 року. У небі над затокою Сиваш, поблизу Джанкоя, Кримська область (УРСР, СРСР) зіткнулися два військово-транспортні Іл-76МД ВПС СРСР (належали 369-му військово-транспортному авіаційному полку), що виконували розвідку погоди. У результаті зіткнення обидва літаки рухнули в води Сиваша і всі 16 осіб на обох бортах загинули (8 членів екіпажу на 76679 та 8 членів екіпажу на 76685).
Це друга найбільша авіакатастрофа в Криму після катастрофи Ан-24 над затокою Сиваш (26 загиблих).